# Jubea chilská

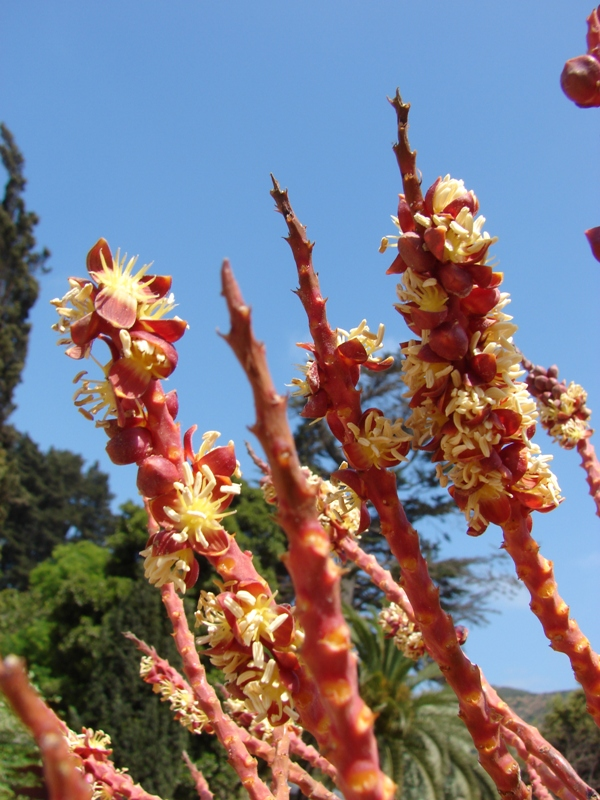
Samčí květenství

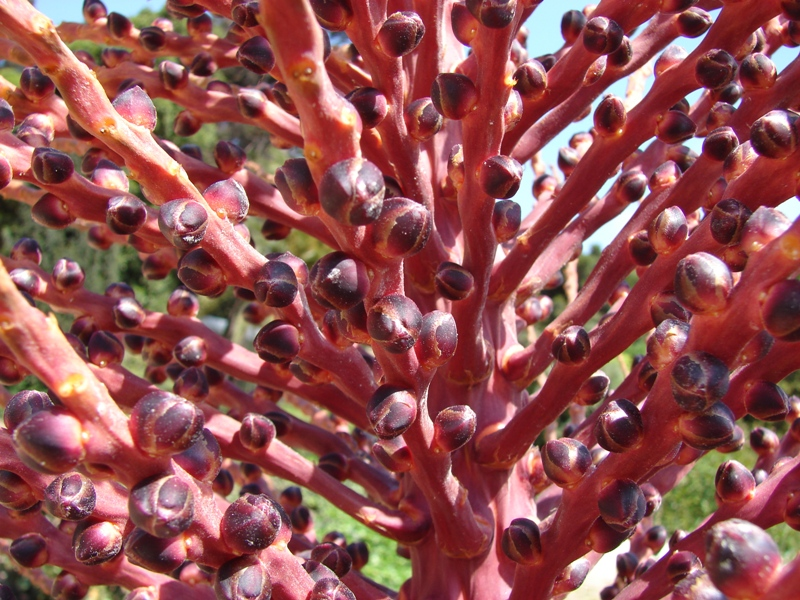
Samičí květenství

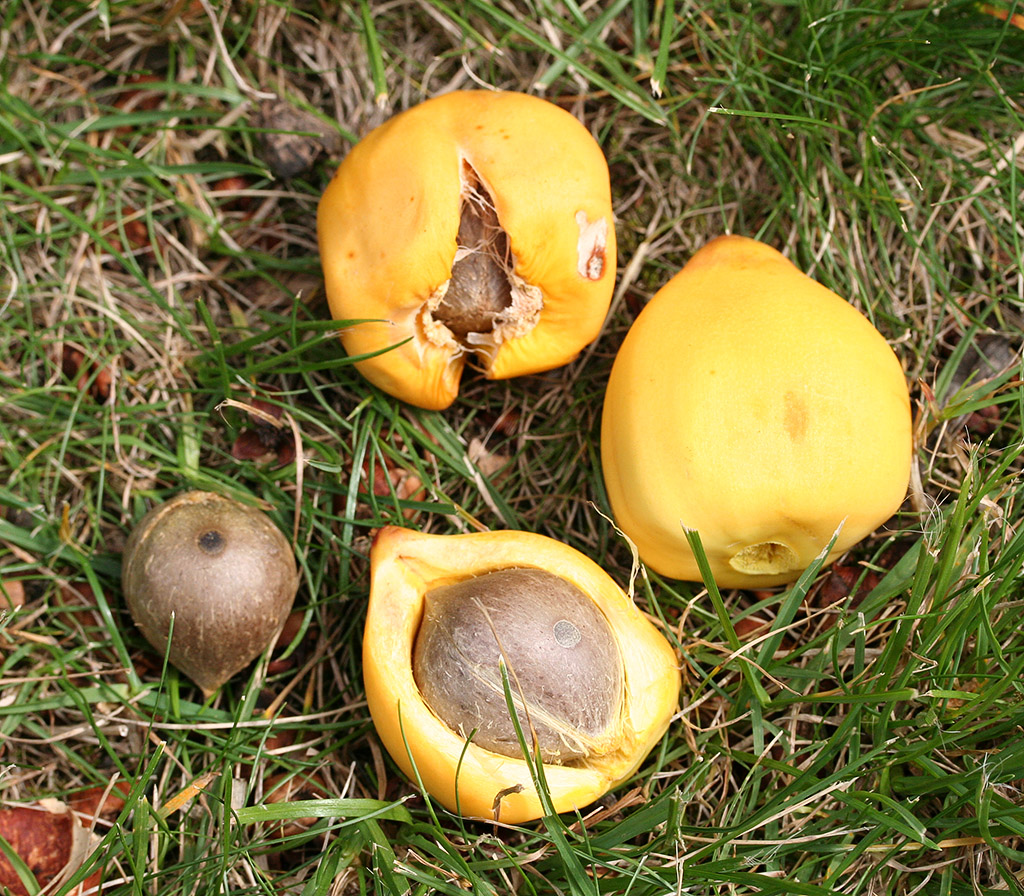
Plody

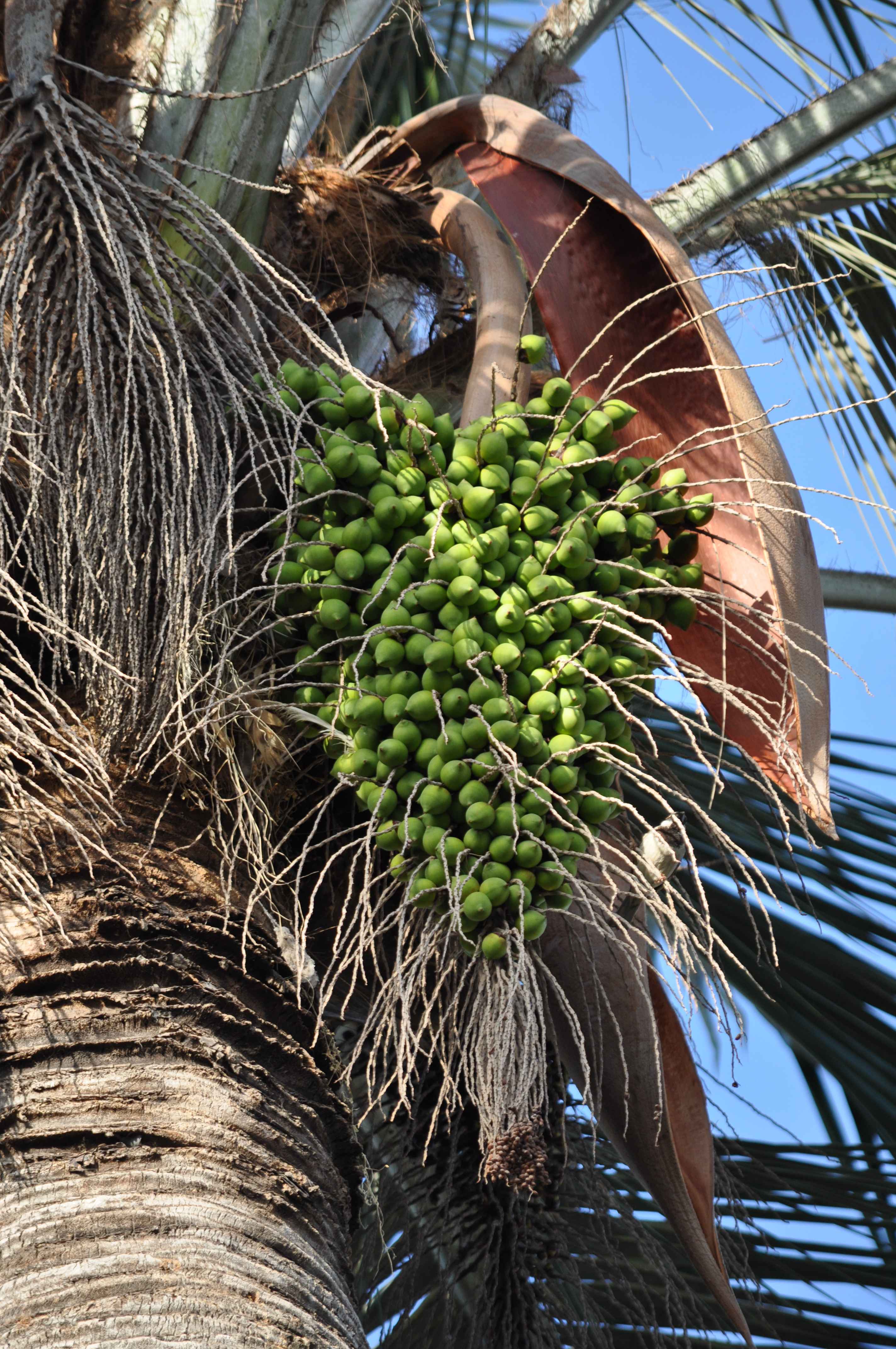
Zrající plody a dřevnatý listen

Jubea chilská (Jubaea chilensis) je jednodomá, až 30 m vysoká palma, jediný druh monotypického rodu Jubaea. Svou výškou a hlavně tloušťkou kmene je nejmohutnější palmou v Americe a jednou z nejmohutnějších na světě. V přírodě se vyskytuje v pouze v jihoamerickém Chile a je považována za chilský endemit. K záměně s jiným druhem nemůže dojít, neboť v chilské přírodě jiné palmy nerostou.

## Rozšíření
Dřevina roste ve střední části Chile, v mírném podnebném pásu, na území sahajícím od 32° 06' po 35° 22' jižní zeměpisné šířky. Její nespojitá distribuce je konkrétně v pěti regionech: Coquimbo, Valparaíso a Maule. Vyrůstá v oblastech s výrazným letním srážkovým propadem, na území sahajícím od pobřeží Tichého oceánu až po nadmořskou výšku 1600 m na úbočí And. Je nejjižněji rostoucí palmou na americkém kontinentu.

## Ekologie
Roste v tzv. jihoamerickém aridním pásu, často v údolích okolo sezónně vysychajících vodních toků. Její výskyt je obvykle spojován s tuholistými stromy a trnitými křovinami, z nichž většina patří mezi xerofyty odolávající stresu z nedostatku vody. Je řazená mezi dlouhověké stromy, může dosáhnout stáří i 400 let. Ploidie druhu 2n = 32. Kvete obvykle v listopadu a prosinci, plody dozrávají mezi březnem až květnem.

## Taxonomie
Přes svou zeměpisnou odlehlost je jubea chilská morfologicky příbuzná s kokosovníkem ořechoplodým, rodícím kokosové ořechy, s kterým je zařazená do stejného subtribu Attaleinae. Nejblíže příbuznými jsou stromy rodů Parajubea rostoucí v Bolívii a Butia a Syagrus v Brazílii a Uruguayi.
Rod dostal jméno Jubaea podle antické historické postavy, Juby II., krále Numidie, který byl podle starověkého historika Plínia mladšího příznivcem přírodních věd.

## Popis
Jednoděložná, jednodomá dřevina s nevětveným, tmavě šedým, hladkým kmenem, který má kuželovitý tvar. Může být vysoký až 33 m a u základny široký 0,5 až 2 m. Je spolehlivě ukotven mnoha pevnými, 2 až 3 m dlouhými a 1 cm tlustými kořeny, což palmě umožňuje odolávat extrémním větrným podmínkám. Kmen je vespod bezlistý, nepravidelně ztloustlý a směrem vzhůru se zužuje. Nejznatelněji je tenčí až ve výšce, které dosáhl, když rostlina prvně vykvetla a dospěla tak z vegetativní do reprodukční fáze, čímž se zmírnila meristematická aktivita u vrcholu. To bývá přibližně ve výšce 10 až 13 m a ve věku okolo 40 let. Apikální meristém je pouze na vrcholu kmene a je chráněn listy, po jeho poškození rostlina dále neroste.
V prvých létech mají palmy jednoduché, hladké listy 15 až 20 cm dlouhé a 1 cm široké. Prvé zpeřené listy se objevují asi v pěti letech a od té doby jsou všechny vyšší stále větší a dlanitě zpeřené. Živé listy tvoří na vrcholu hustý chochol, opadané zanechávají na kmeni jizvy patrné po mnoho let. List s trojhranným hladkým řapíkem má zpeřenou čepel dlouhou 2 až 4 m a širokou 50 až 60 cm, která je složená ze 110 až 120 lístků, jež jsou přisedlé, nestejně dlouhé, jednoduše zřasené a na vrcholu špičaté a přepadavé. Dospělí jedinci mívají 40 až 50 živých listů.
Jednopohlavná latovitá či hroznovitá květenství s květy velkými 2,5 až 3 cm vyrůstajícími ve spirále rostou z paždí listů a mají dva, asi 1 m dlouhé, podélně promáčklé listeny. Jeden z nich je bylinný a brzy opadne, druhý je více dřevnatý a vytrvává až do dozrání plodů. Samčí květ má kalich se třemi úzce trojúhlými cípy a tři o něco delší korunní lístky, osmnáct tyčinek a zakrnělý pestík. Samičí květ je o málo větší, má tři střechovitě se kryjící kališní lístky, tři překrývající se korunní lístky a třípouzdré gyneceum celkem se třemi vajíčky. Květy mají kolem pestíku žlázky vylučující nektar, opylované jsou hmyzem.
Plod je kulovitá peckovice, průměrně 2,5 cm velká, žlutozelená, ve zralosti oranžová a obsahuje jediné semeno, které je jedlé a váží průměrně 2,6 gramů. Vzrostlá dřevina poskytne asi 10 000 plodů. Hodně opadaných plodů zkonzumuje pasoucí se dobytek a koně, menší část drobní hlodavci, například místní osmák degu.

## Rozmnožování
Dřevinu lze rozmnožovat výhradně semeny, čerstvé spolehlivěji klíčí. Klíčivost lze podpořit skarifikací obroušením tvrdé vrstvy, namáčením ve vodě po dobu několika dnů nebo naklepnutím. Vysévá se do hluboké nádoby, která semenáči umožňují dobrý vývoj kořenového systému, Doba vyklíčení se při teplotě 25 až 30 °C pohybuje od dvou do dvanácti měsíců.

## Význam
Jubea chilská je dřevina, která se využívá hlavně pro mízu s vysokým obsahem cukru, ze které zahuštěním vzniká tzv. palmový sirup či palmový med, nebo se fermentuje na palmové víno nebo likéry. Získává se tak, že se palma pokácí, odřeže její vrchol a míza z kmene postupně vytéká i po dobu několika měsíců, z 80 až 120 let staré rostliny se získá i 300 litrů. Odřezané listy se používají ke zhotovování košů, rozdrcená vlákna kmene slouží pro výrobu papíru.
Vysazuje se také jako pomalu rostoucí okrasný strom podél silnic a okolo významných staveb, kostelů, klášterů, úspěšně roste také v mnoha evropských botanických zahradách a arboretech. Snese i krátkodobý pokles teploty až k −15 °C, je k vidění i v botanické zahradě v Praze-Tróji.

## Ohrožení
Historicky byla jubea chilská velmi hojným druhem, ale od kolonizace Jižní Ameriky byla její populace z důvodů nadměrného kácení velmi snížena. Odhaduje se, že za uplynulých 500 roků byla její populace zmenšená asi o 98 %, z původních asi 5 miliónů stromu zůstalo pouhých 125 000 jedinců. Zbývající stromy se vyskytují hlavně v jedenácti subpopulacích v národních parcích La Campana v regionu Valparaíso a Las Palmas de Cocalán v regionu O'Higgins. Organizaci IUCN je tato palma zařazená mezi zranitelné druhy (VU).